# Грин, Марика
Марика Николетт Грин (швед. Marika Nicolette Green; род. 21 июня 1943, Стокгольм) — шведская и французская актриса театра, кино и телевидения.

## Биография
Марика Николетт Грин родилась в 1943 году в Сёдермальме, Стокгольм, в семье француженки Жанны Грин-Ле Флем и шведского фотографа и журналиста Леннарта Грина. Её дедом по материнской линии был композитор Поль Ле Флем, бабушкой по отцовской линии фотограф Мия Грин. У неё есть брат Вальтер. Впоследствии он женился на актрисе Марлен Жобер, отец актрисы Евы Грин. Марика уехала из Швеции во Францию в 1953 году. В 16-летнем возрасте сыграла главную роль в фильме Робера Брессона «Карманник». В 1974 году исполнила роль Би в эротическом фильме «Эммануэль». Снялась в более 40 фильмах и телесериалах. Замужем за кинооператором и режиссёром Кристианом Бергером.